# アンナ・クリスティ

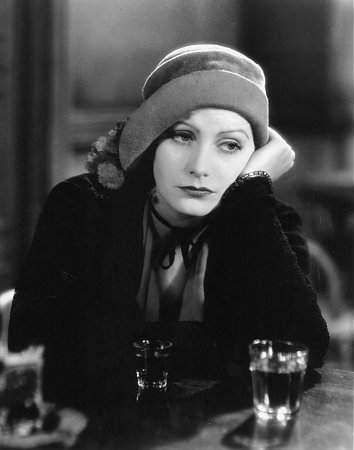
グレタ・ガルボ

『アンナ・クリスティ』（原題：英語: Anna Christie）は、ユージン・オニールの戯曲『アンナ・クリスティ (Anna Christie)』を原作として1930年に製作・公開されたアメリカ映画である。

## 概要
クラレンス・ブラウンが監督、グレタ・ガルボが主演した。引き続きドイツ語版も撮影されている。ガルボにとっては初のトーキー映画主演であり、公開に当たっては「Garbo talks!（ガルボが話す）」と大々的に宣伝された。
なお、原作戯曲は1923年にも映画化されている（ジョン・グリフィス・レイ監督、ブランチ・スウィート主演、邦題『海の洗礼』）。

## キャスト
- アンナ・クリスティ：グレタ・ガルボ
- マット・バーク：チャールズ・ビックフォード
- クリス・クリストファーソン（アンナの父）：ジョージ・F・マリオン
- マーシー・オーウェンス：マリー・ドレスラー

## スタッフ
- 監督：クラレンス・ブラウン
- 製作：クラレンス・ブラウン、アーヴィング・タルバーグ、ポール・バーン
- 脚色：フランシス・マリオン
- 撮影：ウィリアム・ダニエルズ
- 編集：ヒュー・ウィン
- 美術：セドリック・ギボンズ
- 衣裳：エイドリアン
- 録音：ダグラス・シアラー

## アカデミー賞ノミネーション
- 監督賞：クラレンス・ブラウン
- 主演女優賞：グレタ・ガルボ
- 撮影賞：ウィリアム・ダニエルズ

## ドイツ語版キャスト
- アンナ：グレタ・ガルボ
- マット：テオ・シャル
- クリス：ハンス・ユンカーマン
- マーシー：ザルカ・フィアテル

## ドイツ語版スタッフ
- 監督：ジャック・フェデー
- 脚本：フランク・ライヒャー、ヴァルター・ハーゼンクレファー